# Dmitri Flis
Dmitry Flis (Kaliningrado, Rusia; 10 de octubre de 1984) es un baloncestista con doble nacionalidad rusa y española. En la actualidad juega en el Olímpico de la banda.

## Trayectoria
Se formó en las categorías inferiores del Joventut de Badalona, equipo con el que debutó en la liga ACB con 17 años, y con el que se proclamó campeón de la Eurocopa FIBA en el 2006 y de la Copa ULEB y la Copa del Rey de la temporada 2007/08.
Se formó en la cantera del Joventut y previamente Centro de Formación de Sant Petersburg de su país natal. Debutó con 17 años y tres años después de aquel partido volvió a jugar en la ACB en sustitución del lesionado Jamie Arnold. Sus apariciones en la máxima categoría fueron fugaces y eso que Dmitry Flis demostró ser un buen jugador de ataque con una buena mano desde la línea de tres puntos y también un buen poder de penetración. 
En 2010 jugó en el primer equipo del  Joventut de Badalona después de no concretar la cesión a ningún club y también de haber jugado en el Plus Pujol Lleida de LEB Oro.
Flis finalizó contrato en 2011 y firmó por el Bàsquet Club Andorra. 
En 2015, Dmitry llega Manresa para trabajar a las órdenes de Ibon Navarro al ICL Manresa. Flis ha sido jugador del Joventut de Badalona desde la edad junior, y más tarde pasó por Obradoiro, Lleida Bàsquet y  Bàsquet Club Andorra antes de seguir su carrera en Rusia.

## Trayectoria deportiva
- 2000/02 Joventut Badalona Junior.
  - 2001-02 Debuta con el Joventut Badalona en la liga ACB disputando un partido.
- 2002/04 EBA. Joventut Badalona B.
- 2004/05 EBA. CB Prat
  - Durante las temporadas 2002/2003 a 2004/2005 estuvo simultaneando su participación en los equipos vinculados del Joventut en la EBA con el primer equipo verdinegro.
- 2003/08 ACB. DKV Joventut.
- 2008/09 LEB Oro. Plus Pujol Lleida.
- 2009/10 ACB. Obradoiro CAB.
- 2010/11 ACB. DKV Joventut.
- 2011/12 LEB Oro. Bàsquet Club Andorra.
- 2013/15. VTB.BC Uralmash Yekaterinburg
- 2015. ACB Bàsquet Manresa
- 2016 LEB Oro. Club Ourense Baloncesto.
- 2017/2018 LEB Oro. Leyma Básquet Coruña
- 2018/2019 VTB. BC Novosivirsk
- 2019/2020 Liga Nacional de Baloncesto de Argentina. Club Olímpico.

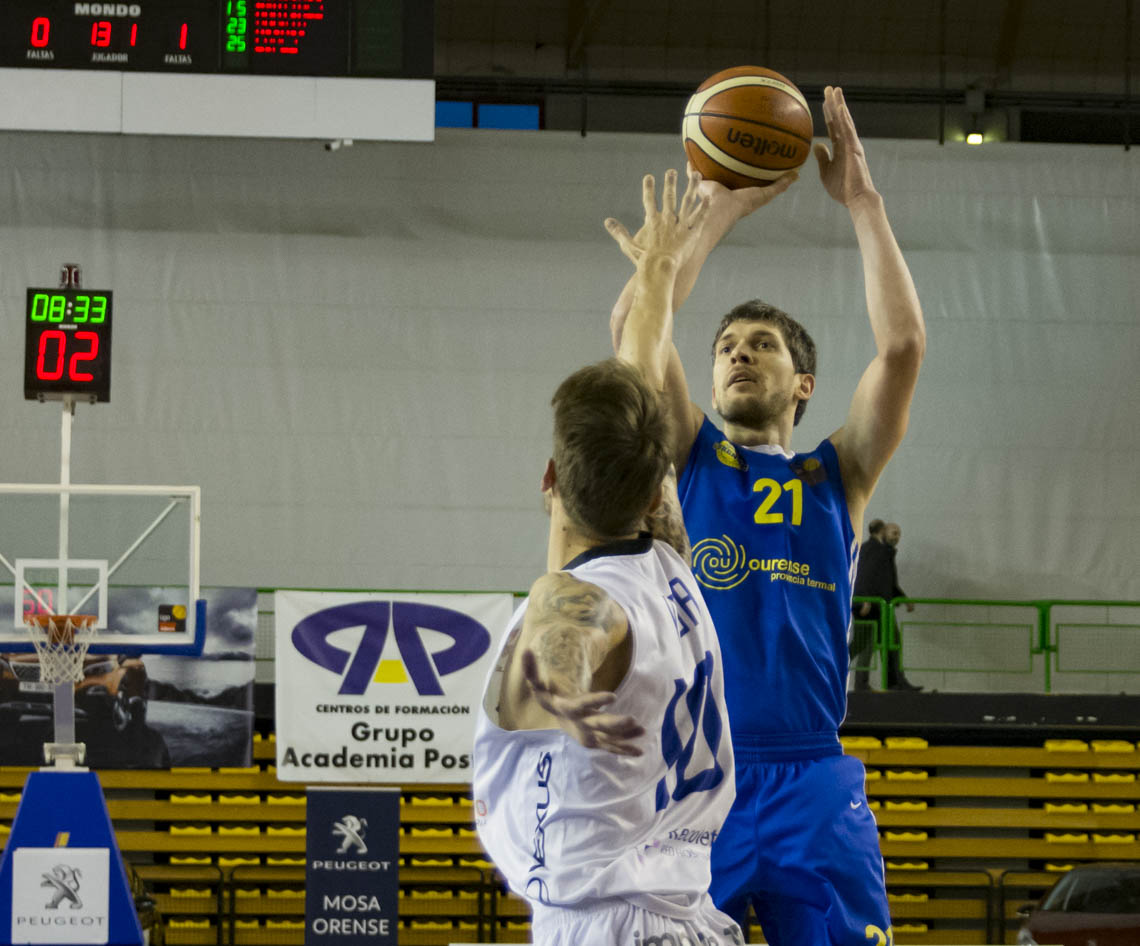
Dimitri Flis en su etapa en Club Ourense Baloncesto. Foto : Carlos Domarco

- Retirado

## Palmarés
- 2005-06 Campeón de la Lliga Catalana con el DKV Joventut.
- 2005-06 Campeón de la Eurocopa FIBA con el DKV Joventut.
- 2007-08 Campeón de la Copa del Rey con el DKV Joventut.
- 2007-08 Campeón de la Copa ULEB con el DKV Joventut Badalona.